# Неплохов, Ефим Меерович
Ефим Меерович (Мейерович) Неплохов (Yefim Neplok; 29 ноября 1930 года, Харьков, СССР — 16 января 2016 года, Бостон, США) — советский учёный-оптик, лауреат Ленинской премии (1978).
Родился 29 ноября 1930 года в Харькове в семье артиста оперетты Меера Хаимовича Неплоха (1899—1972), уроженца Невеля; вскоре после рождения переехал с родителями в Ленинград. Блокадник, в начале 1942 года эвакуировался по Дороге жизни на Урал.
Окончил вечернее отделение ЛЭТИ (1955).
С 1962 года — начальник электротехнической лаборатории ЛОМО имени В. И. Ленина. Работал над созданием телескопа, который получил название БТА-6 (Большой телескоп азимутальный).
Доктор технических наук, профессор ЛЭТИ.
В 1978 году был удостоен Ленинской премии за участие в создании крупнейшего в мире оптического телескопа принципиально новой конструкции с главным зеркалом диаметром 6 метров.
В 1996 году эмигрировал в США. После получения американского гражданства изменил фамилию на Неплох (Neplok).
Умер в Бостоне 16 января 2016 года.

## Семья
- Дочь — Елена Неплох (Неплохова) (Yelena Neplok), педагог Бостонской консерватории и концертирующая пианистка, руководитель ансамбля камерной музыки «Нигун».
- Брат — Яков Михайлович Неплох, психиатр.
- Двоюродный брат — Борис Леонидович Неплох, журналист.